# Nukleosyntéza

Příklady nukleosyntézy

Nukleosyntéza (z lat. nucleus, jádro a řec. synthesis, skládání) je různý druh jaderných procesů, při němž probíhá vznik prvků s vyšší atomovou hmotností než měly výchozí prvky. Je zdrojem atomů těžších než vodík ve vesmíru.
Druhy nukleosyntézy ve vesmíru:
- Prvotní nukleosyntéza (primordiální) probíhala asi tři minuty po Velkém třesku a byla zdrojem jen velmi lehkých prvků.
- Hvězdná nukleosyntéza – probíhá uvnitř hvězd
  - termonukleární fúze probíhá uvnitř hvězd hlavní posloupnosti, je zdrojem jejich energie a produkuje prvky až po železo
  - procesy s, r, p a rp – další syntézy probíhající v některých hvězdách a při výbuchu supernovy, produkuje těžší prvky
- Mezihvězdná nukleosyntéza – iniciovaná kosmickým zářením, produkuje lehké prvky